# Визовые требования для граждан Беларуси
Режим легального въезда граждан Беларуси на территорию иностранных государств определяется властями соответствующих государств. Основным документом, позволяющим пересечь государственную границу иностранного государства, является виза. Некоторые иностранные государства установили для граждан Беларуси безвизовый режим въезда. Государства могут иметь дополнительные требования для допуска на свою территорию иностранных граждан (медицинские и пр.)
По состоянию на 5 октября 2021 года граждане Беларуси имеют безвизовый или визовый доступ по прибытии в 78 стран и территорий, таким образом, белорусский паспорт занял 73-е место с точки зрения свободы передвижения по рейтингу Henley & Partners.

Страны, в которые фактически допускается въезд:

## Без визы

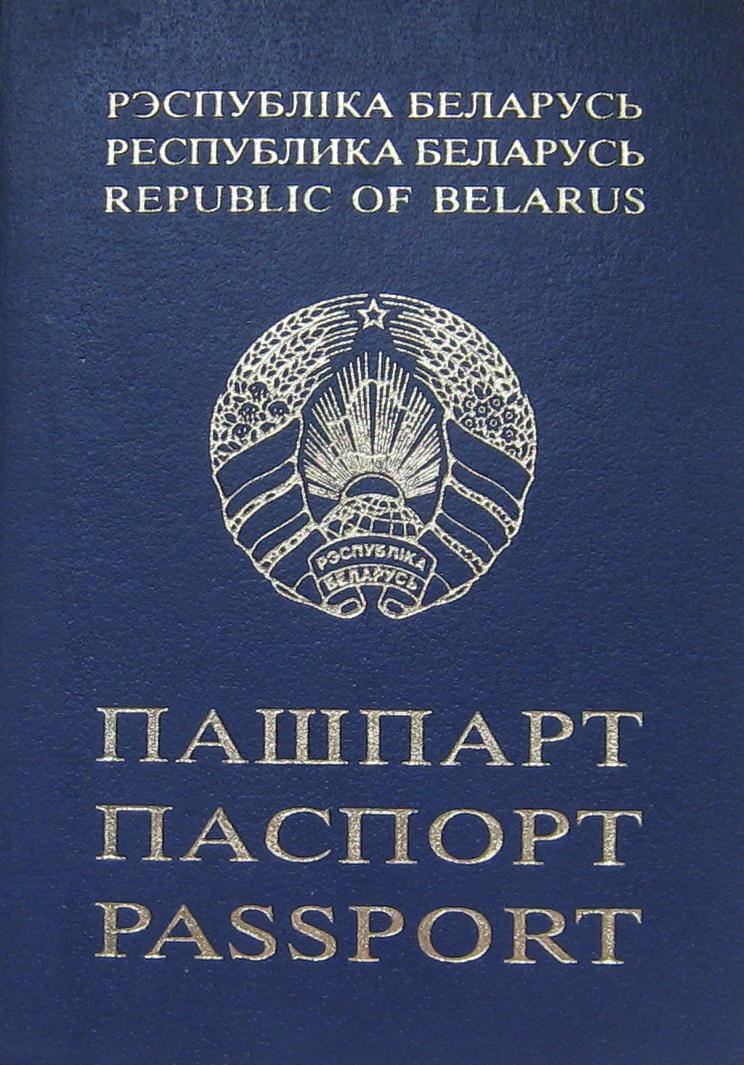
Паспорт, Республика Беларусь, 2001 год

## Без визы[1]
- Страны СНГ и Таможенный союз ЕАЭС:
  -  Азербайджан, с 9 октября 1992[2]. До 90 дней в году.
  -  Армения, с 6 июня 2002[3]. До 180 дней в календарном году, с регистрацией в миграционных органах после 1 месяца проживания.
  -  Казахстан, с 30 ноября 2000[4]. До 90 дней за полугодовой период (180 дней).
  -  Кыргызстан, с 30 ноября 2000[4]. До 30 дней, далее требуется регистрация по месту пребывания.[5]
  -  Молдова, с 24 декабря 2004[6]. Разрешается проживать на территории Молдовы сроком до 90 дней в календарном году.
  -  Россия, с 30 ноября 2000[4]. До 90 дней за полугодовой период (180 дней). После проживания свыше 1 месяца требуется регистрация в Федеральной миграционной службе.
  -  Таджикистан, с 30 ноября 2000[4]. До 90 дней. При въезде на более чем 10 дней заполняются миграционные карты.
  -  Узбекистан[7]. Без ограничений.

### Другие страны мира
- Албания, не более 30 дней с даты въезда, общая продолжительность нахождения в календарном году не должна превышать 90 дней[8].
- Антигуа и Барбуда, до 30 дней[9].
- Аргентина, с 19 мая 2017, 90 дней[10].
- Барбадос, до 28 дней[11].
- Бразилия, от 25 ноября 2016 г., 90 дней[12]
- Вануату, до 30 дней.
- Венесуэла, 90 дней без права заниматься коммерческой или иной оплачиваемой деятельностью[13].
- Вьетнам, до 30 дней[14].
- Гаити, до 90 дней.
- Гамбия, до 90 дней.
- Грузия, 360 дней.
- Израиль, с 26 ноября 2015 г., 90 дней в течение периода в 180 дней[15]. С 1 августа 2024 года для краткосрочных поездок (туристическая, гостевая, деловая) в Израиль для граждан Беларуси требуется разрешение Израильского агентства по делам регистрации населения и иммиграции ETA-IL[источник не указан 109 дней].
- Индонезия, с 18 сентября 2015 г., до 30 дней[16]
- Катар, августа 2017 г., до 30 дней[17]
- Китай, с 10 августа 2018 г., до 30 дней[18].
- Куба, с 1 июля 1997, до 30 дней.
- Малайзия, до 30 дней; необходимо наличие подтверждения обратных билетов и средств, достаточных для нахождения в стране.
- Монголия (до 90 дней)[19]
- Намибия, до 30 дней
- Объединённые Арабские Эмираты, с 16 января 2021 г., 90 дней[20]
- Панама[21], в туристических целях при условии приобретения «карточки туриста» в загранучреждениях Панамы либо непосредственно по прибытии.
- Северная Македония (при наличии приглашения/телеграммы, направления или приглашения учреждения здравоохранения на лечение, туристического ваучера, а также в целях посещения захоронений; до 15 дней при наличии действительной многократной визы типа «С» стран Шенгенской зоны)[19]
- Сербия, с 4 марта 1999 г., продлено 31 марта 2009 г., до 30 дней
- Тунис[22] (до 90 дней)
- Турция, с 1 июня 2014 г., 30 дней[23]
- Украина, с 17 декабря 1992
- Черногория, 5 августа 2019 г., 30 дней. Отменили требования о предоставлении документов, подтверждающих цель поездки туристический ваучер, приглашение, медицинскую справку.[24]
- Эквадор, при туристических поездках до 30 суток

## С визой по прибытии
- Боливия, 90 дней.
- Иран
- Непал
- Шри-Ланка
- Сейшельские Острова
- Лаос
- Камбоджа
- Таиланд, 15 дней.

## По дипломатическому паспорту
- Лаос, с 20 декабря 1984 с СССР
- Китай, с 11 января 1993
- Румыния, с 1 марта 1993
- Индия, с 14 мая 1993
- Вьетнам, с 25 октября 1993
- Турция, с 14 декабря 1993
- Иран, с 14 марта 1995
- Словакия, с 22 апреля 2002
- Венгрия, с 23 мая 2001
- Польша, с августа 2003
- Бразилия, с 26 октября 2004
- Аргентина, с 28 октября 2004
- Египет, с 27 июня 2005
- Республика Корея, с 5 ноября 2007

## Внешние источники
Общие сведения о безвизовом передвижении на веб-сайте Министерства иностранных дел Республики Беларусь Архивная копия от 19 мая 2019 на Wayback Machine

## Комментарии
1. ↑  Имеется в виду виза, которую необходимо оформить до поездки в страну, и для получения которой требуется личная явка в дипломатическое представительство, визовый центр или иную организацию, или обращение к услугам доверенных лиц и других посредников. Часто для получения предварительной визы необходимо получить официальное приглашение на въезд от жителя страны или зарегистрированного в ней юридического лица либо предварительно заключить договор с ним. Может взиматься денежный сбор за выдачу визы или даже за одно рассмотрение заявки независимо от его результата.